# Scrapped Princess
Scrapped Princess (スクラップド・プリンセス Sukurappudō Purinsesu?) es el nombre de una serie de televisión de animación japonesa, que fue producida por el Estudio BONES en el año 2003, y está clasificado con el género fantasía. El anime es distribuido en los Estados Unidos por Bandai Entertainment.

## Argumento
La historia se desarrolla en torno de una chica llamada Pacífica Casull, una chica que nació dentro de una familia real del reino Leinwan y que fue posteriormente abandonada. La profecía Grendel 5111 decía que ella era "El veneno que destruiría el mundo" a sus dieciséis años. Como consecuencia, fue arrojada desde un precipicio cuando era una niña. No obstante sobrevivió y ganó el nombre de "La Princesa Abandonada" debido a su destino.
Luego fue rescatada y adoptada por la familia plebeya Casull. Su Hermano de adopción, Shannon, un espadachín, y Raquel, una hechicera, llegaron a ser sus protectores. Ellos viajan a lo largo de la historia protegiendo la vida de Pacífica de los numerosos intentos de asesinato por gente que teme el resultado de la profecía. En el transcurso de la historia se ven constantemente las habilidades de ambos hermanos. Por el contraste, Pacífica es una típica chica de dieciséis años de edad. La incapacidad para defenderse de Pacífica es una repetida fuente de duda.
"La Princesa Abandonada" es notable por la bella animación, la banda sonora, compuesta por Hikaru Nanase y el argumento, empezando como una historia fantástica y rápidamente mezclándose con elementos de variedad apocalípticos y de ciencia y ficción. La atmósfera tiene voz baja de tristeza, a través de muchos de los capítulos hay situaciones que son superficialmente alegres.

## Personajes
- Pacífica Casull, La Princesa Abandonada. Es una joven enérgica, que se supone que es "el veneno que destruirá al mundo" pero en realidad ella solo es una chica con el don de poder contradecir a los pacificadores. En realidad la misión de Pacífica era ayudar a Maudel en su decisión de introducir a la humanidad en el mundo otra vez, Forcis la hiere de gravedad y casi muere pero logra sobrevivir.

Seiyū: Fumiko Orikasa
- Shannon Casull, Hermano y guardián de Pacífica, Shannon quiere mucho a Pacífica y es capaz de dar su vida por ella, aunque estos siempre están peleando.

Seiyū: Shinichiro Miki
- Raquel Casull, Hermana y guardián de Pacífica, Raquel es la más pacífica del grupo, nunca quiere pelear, pero si es necesario para poder proteger a Pacífica no lo duda ni un segundo.

Seiyū: Sayaka Ohara
- Christopher Armalite (Bylaha), líder de la armada de élite "La Flecha Obstinada" y mejor amigo de Forcis, Christopher es un muchacho introvertido, que nunca le ha mostrado sus sentimientos a nadie porque nunca ha conocido el amor de un padre, nunca había hecho nada que no sea obedecer órdenes pues nunca había nada que le gustara hacer.

Seiyū: Takahiro Mizushima
- Winia Chester, Trabajaba como sirvienta en la posada Drawn-Back propiedad de su tío en la ciudad de Taurus, es amiga de Pacífica y está enamorada de Christopher, Winia era una chica muy introvertida que pensaba que no merecía ser feliz, pero todo cambia al conocer a Pacífica, y Winia se hace un poco más abierta a las personas.

Seiyū: Ayako Kawasumi
- Leopold Scorpse, un joven viajero que quiere convertirse en un "caballero" (guerrero). Leo está enamorado de Pacífica desde que la conoció aunque esta solo lo ve como a un amigo, Leo al principio dudaba de que hacer pues si quería ser caballero tendría que perseguir a Pacífica, pero al final decide que prefiere protegerla que perseguirla. No se cansa de decirle lo mucho que la quiere.

Seiyū: Takashi Kondō
- Zefiris, un Dragón (Dragoon) o un ser espiritual poderoso, construido para ayudar a los humanos en la lucha contra dios al final termina combatiendo a los pacificadores. Zefiris tiene la apariencia de una niña de unos 8 años, parece inofensiva, pero cuando se une a Shannon se convierte en un dragón. Zefiris llega a desarrollar sentimientos hacia Pacífica, Shannon y Raquel, aunque le da trabajo demostrarlo porque es algo tímida y no le agrada demostrar debilidad.

Seiyū: Kaori Mizuhashi
- Forcis es el hermano gemelo de Pacífica, el mejor amigo de Christopher y el príncipe heredero del país, Forcis es un joven noble y amable que se preocupa mucho por su hermana y su pueblo, pero, Forcis fue forzado a herir gravemente a Pacífica, al herir a Pacífica se hirió así mismo también, porque no soportaba la idea de que él quedara vivo si su hermana iba a morir, pero resucita.

- Fulle, Cuando Pacífica pierde la memoria, se encuentra con el joven de 18 años llamado Fulle, él ve que ella está sola y no recuerda a nadie. Cuando ella decide seguirlo, este la acoge en su casa. Fulle es amigo del capitán de la armada, pero cuando este reconoce a Pacífica, Fulle decide protegerla y escapar de la ciudad con ella y sus amigos, cuando los soldados los iban a alcanzar, este decide sacrificarse para que Leo escape y pueda proteger a Pacífica en su lugar. Fulle muere después de ser herido por múltiples flechazos por parte de la armada, Shannon lo encuentra, y ya que no lo conoce, dice friamente: "Por lo visto esta persona no logró llegar a su destino". Cuando Pacífica recobra su memoria no recuerda nada del periodo en que sufrió amnesia, por lo tanto no recuerda a Fulle, pero cada vez que ve el recuerdo que este le dejó, inconscientemente se pone muy triste.

## Banda sonora
La banda sonora de este anime japonés está compuesta por la omnipresente Hikaru Nanase
- Tema de Apertura (Opening): "Little Wing"

- Tema de Cierre (Ending): "Daichi no la-li-la"

- Datos: Q702996